# 雑書
雑書（ざっしょ）とは、近代以前における各種の暦・占に関する書物の総称を指す。
暦注などに記載された八卦・方位・干支・納音・十二直・星宿・七曜などに記載された吉凶や様々な禁忌をはじめとする各種暦占の解説が主である。陰陽道の書物の影響を強く受けて発達したと考えられている。
『本朝書籍目録』には平安時代に賀茂家栄が『雑書』（『新書』とする伝本もある）を著したと伝えるが、現存最古のものは室町時代のものである。『日葡辞書』には「神官の与える厄日と吉日の書いてあるもの」と定義されている。江戸時代に入ると、大雑書（おおざっしょ）とも呼ばれる和文による大型本が刊行されるようになる。寛永9年（1632年）の年号が入っている『寛永九年版大ざつしよ』（国立国会図書館蔵）は大雑書の中でも最古のものである。また、元禄年間頃から仏教の因果説に由来する三世相がほとんどの雑書に掲載されるようになった。寛永年間から雑書の刊行が盛んに行われるようになっていったが、対象となる読者層に合わせる形で、漢文・和文の文体や具注暦・仮名暦の解説などの違いがあった。特に貞享から元禄年間にかけては様々な分野の項目についての記事が増補されるようになり、日常生活から男女関係までの各種分野を扱った多数の雑書が刊行され、最盛期であった幕末には100種類以上が刊行された。この時期になると、雑書は暦占書としてだけではなく、百科事典的な役割を果たすようになっていった。
『天保新選永代大雑書万暦大成』は翻刻されたものが出版されている。